# Maria Bakka
Maria Bakka 1° voto Feniuk, 2° voto Gierszanin (właśc. Bakka-Gierszanin, wyst. też jako Maria Gierszanin; ur. 9 marca 1922 w Warszawie, zm. 31 grudnia 2024 w Szczecinie) – polska aktorka teatralna, sporadycznie reżyserka teatralna

## Życiorys

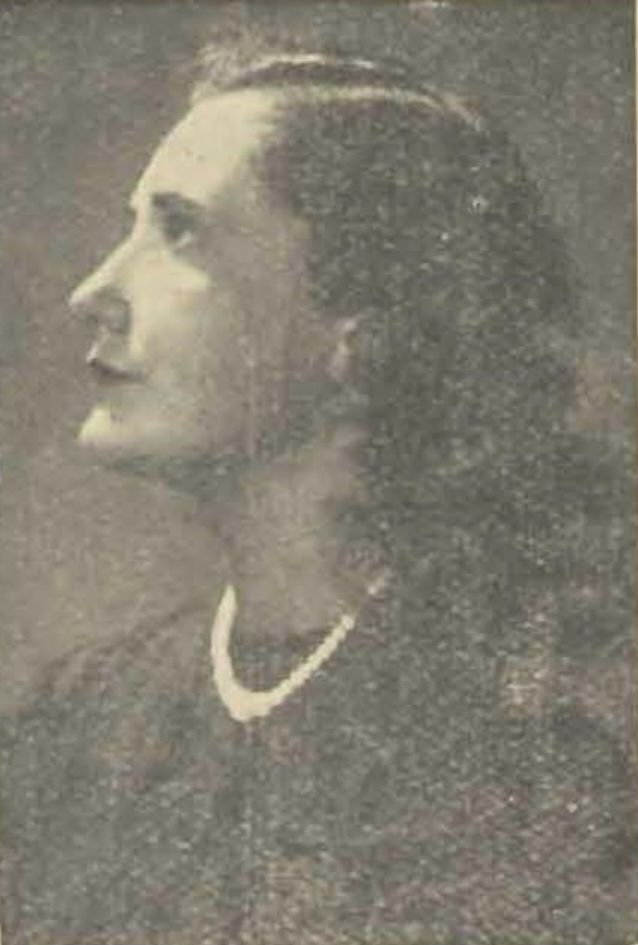
Maria Bakka (1948)

Maria Bakka urodziła się w rodzinie inteligenckiej: matka była polonistką, ojciec – malarzem. W czasie okupacji mieszkała w rodzinnym mieście. Już wówczas interesowała się teatrem, podziwiając m.in. Elżbietę Barszczewską. W szkole średniej na lekcjach filozofii poznała Zofię Mrozowską, która pomogła przyszłej aktorce dostać się na konspiracyjne zajęcia Państwowego Instytutu Sztuki Teatralnej, odbywające się wówczas – ze względu na trwającą wojnę – w prywatnych mieszkaniach. Wykłady prowadzili m.in. Jadwiga Turowicz, Zofia Małynicz, Juliusz Osterwa i Marian Wyrzykowski, a kolegami z ławki M. Bakki byli m.in. Barbara Rachwalska i Andrzej Łapicki. Edukację przerwało powstanie warszawskie. Wkrótce przeprowadziła się do Krakowa, gdzie po zakończeniu wojny rozpoczęła pracę w Studiu przy Teatrze Starym; występowali tam wówczas Andrzej Szczepkowski i Tadeusz Łomnicki. 25 lipca 1945 zdała pierwszy w Polsce egzamin eksternistyczny i otrzymała dyplom aktorski. Wkrótce po egzaminie zadebiutowała w objazdowym Teatrze Ziem Zachodnich, który powstał w Krakowie, w sztuce Jeńcy Lucjana Rydla, wcielając się w rolę Wichny. Spektakl ten reżyserowali Wanda Siemaszkowa i Władysław Woźnik. Z przedstawieniem tym Bakka występowała w wielu miastach i wsiach Polski, a sama aktorka uważa ten okres swojej pracy za szczególnie ważny w doskonaleniu umiejętności aktorskich. Później, na przełomie lat 1946/1947, była aktorką w Teatrze Miejskim im. Juliusza Słowackiego w Opolu. Następnie występowała w teatrach: Dramatycznym Marynarki Wojennej (Teatr Domu Marynarza) w Gdyni (1946-47), Ziemi Lubuskiej im. Juliusza Osterwy w Gorzowie Wielkopolskim (1947-48), Miejskim w Bydgoszczy (1948-49), Polskim w Bielsku-Cieszynie (1949-53), Dramatycznym w Poznaniu. Pierwszym mężem aktorki był scenograf teatralny Roman Feniuk.
W czasie wizyty u kuzynki w Stanach Zjednoczonych urodziła syna Jana. Niedługo później ojciec jej dziecka, Aleksander Gierszanin (występujący w teatrze jako Bohdan Gierszanin), dostał propozycję stałego angażu w Szczecinie, w Teatrach Dramatycznych (Teatr Polski i Współczesny znajdował się wówczas pod jedną dyrekcją). Zanim przyjął tę ofertę, postawił warunek, że jego przyszła żona również zostanie aktorką tego teatru. Pracowała tam w latach 1959-75, a od 1975 do 1983 miała etat w szczecińskim Teatrze Polskim.
W swojej długoletniej pracy teatralnej aktorka brała udział w realizacjach teatralnych polskiej i światowej klasyki (Balladyna, Damy i huzary, Wesele, Rewizor, Cyrulik sewilski, Lilla Weneda, Kordian, Dziady, Pan Tadeusz, Romeo i Julia, Miarka za miarkę, Śluby panieńskie i wiele innych), grała różnorodne role – zarówno dramatyczne, jak i komediowe. Występowała czasem także w repertuarze kierowanym do dzieci i młodzieży.
W 1984 przeszła na emeryturę, nie rozstała się jednak z aktorstwem na zawsze, od czasu do czasu grywając gościnnie drobne role, m.in. docenione przez krytyków w Weselu i Czarownicach z Salem. W 2003 reżyser Tatiana Malinowska-Tyszkiewicz zaprosiła Marię Bakkę do udziału w spektaklu Komandor dziś nie przyjdzie, później specjalnie dla niej przygotowała monodram Orbanowa (2004), a następnie (2009) zaoferowała główną rolę w przedstawieniu Dawno temu dziś (aut. Victor Lanoux), którą Bakka zagrała, mając 87 lat.
W ostatnich latach życia mieszkała w Podgórzynie w województwie dolnośląskim. W marcu 2022 obchodziła setne urodziny. 

## Spektakle teatralne

### Role
Wybrane role w spektaklach teatralnych:
| - 1945: Beksa (reż. Maria Billiżanka) - 1946: Balladyna jako Alina (reż. Stanisław Staśko) - 1946: Pan Damazy jako Mańka (reż. Wacław Zdanowicz) - 1946: Damy i huzary jako Dyndalska (reż. Wacław Ścibor) - 1946: Świerszcz za kominem jako Berta (reż. Wacław Zdanowicz) - 1947: Rozkoszna dziewczyna jako Julia (reż. Jerzy Merunowicz) - 1947: Madame Sans-Gene jako Julia, Pani de Bassano (reż. Wacław Zastrzeżyński) - 1947: Pani prezesowa jako Zofia; Julia (reż. Aleksander Gąssowski) - 1948: Żołnierz królowej Madagaskaru jako Kazio (reż. Aleksander Gąssowski) - 1948: Rewizor jako Maria Antonówna (reż. Władysław Stoma) - 1950: Niemcy jako Flanchette (reż. Aleksander Gąssowski) - 1951: Moralność pani Dulskiej jako Hanka (reż. Kazimierz Fabisiak) - 1951: Eugenia Grandet jako Eugenia (reż. Aleksander Gąssowski) - 1951: Śluby panieńskie jako Aniela Dobrójska (reż. Kazimierz Fabisiak) - 1952: Szkoła żon jako Anusia (reż. Czesław Staszewski) - 1952: Ich czworo jako Szwaczka; Sługa (reż. Kazimierz Fabisiak) - 1953: Cyrulik sewilski jako Rozyna (reż. Andrzej Uramowicz) - 1954: Eugenia Grandet jako Eugenia (reż. Aleksander Gąssowski; Kazimierz Fabisiak) - 1954: Intryga i miłość jako Luiza (reż. Aleksander Gąssowski) - 1956: Dom Bernardy Alba jako Amelia (reż. Włodzisław Ziembiński) - 1957: Brat marnotrawny jako pani Middleton (reż. Andrzej Dobrowolski) - 1957: Lilla Weneda jako Lilla Weneda (reż. Włodzisław Ziembiński) - 1958: Bezimienna gwiazda jako Nieznajoma (reż. Józef Gajdar) - 1960, 1973: Kram z piosenkami, różne role (reż. Barbara Fijewska) - 1961: Klątwa jako matka (reż. Zbigniew Roman) - 1961: Sto dni małżeństwa jako Tesia (reż. Zdzisław Tobiasz) - 1962: Kordian (reż. Ryszard Sobolewski) - 1963: Wesele jako Gospodyni (reż. Józef Gruda) | - 1964: Ania z Zielonego Wzgórza jako Maryla Cuthbert (reż. Halina Koman-Dobrowolska) - 1965: Balladyna jako matka (reż. Maria Straszewska) - 1966: Dziady jako pani Rollison (reż. Jan Maciejowski) - 1968: Hedda Gabler jako Julia Tesman (reż. Maryna Broniewska) - 1968: Królowa przedmieścia jako Uderska (reż. Ewa Kołogórska) - 1969: Królowa Śniegu jako Babunia (reż. Jowita Pieńkiewicz) - 1971: Rewizor jako żona podoficera (reż. Jitka Stokalska) - 1972: Panna Maliczewska jako Michasiowa (reż. Wojciech Jesionka) - 1972: Powrót Odysa jako Euryklea (reż. Wojciech Jesionka) - 1974: Człowiek znikąd jako Soniuszka (reż. Józef Gruda) - 1974: Awans jako Wczasowiczka (reż. Maciej Englert) - 1976: Ślub Katarzyna – Matka i Królowa (reż. Krystyna Tyszarska) - 1977: Przedwiośnie jako matka (reż. Janusz Bukowski) - 1977: Kartoteka jako Tłusta kobieta (reż. Jan Jeruzal) - 1977: Pan Tadeusz (reż. Janusz Bukowski) - 1979: Czerwony Kapturek jako babcia (reż. Ewa Kołogórska) - 1980: Romeo i Julia jako Niania Julii (reż. Janusz Bukowski) - 1982: Miarka za miarkę jako Mniszka (reż. Irena Wollen) - 1983: Ulisses jako Rajfura (reż. Wanda Laskowska) - 1983: O dwóch takich, co ukradli księżyc jako matka (reż. Bogusława Czosnowska) - 1987: Życie jest snem jako Dama I (reż. Andrzej May) - 2000: Wesele (reż. Janusz Józefowicz) - 2002: Czarownice z Salem jako Rebeka Nurse (reż. Jacek Bunsch) - 2003: Komandor dzisiaj nie przyjdzie jako matka (reż. Tatiana Malinowska-Tyszkiewicz) - 2004: Orbanowa, monodram, jako Orbanowa (reż. Tatiana Malinowska-Tyszkiewicz) - 2006: Zabawa w koty jako Erzi Orban (reż. Tatiana Malinowska-Tyszkiewicz) - 2007: Gąska (reż. Anna Kękuś-Poks) - 2009: Dawno temu dziś jako Babka (reż. Tatiana Malinowska-Tyszkiewicz) - 2012: Sedinum, prochy & rock’n’roll jako Frau Block (reż. Adam Opatowicz) |

### Teatr Telewizji
Role w spektaklach Teatru Telewizji:
- 1976: Relacja (reż. Jerzy Wójcik)
- 1977: Medea jako Stara kobieta (reż. Jerzy Wójcik)
- 1987 Scenarzyści jako sąsiadka (reż. Andrzej May)

### Film
Rola filmowa:
- 1979: Elegia jako Niemka (reż. Paweł Komorowski)

### Reżyseria
Reżyseria spektakli teatralnych:
- 1957: Cyd (fragmenty) – asystent reżysera
- 1958: Zygmunt August (fragmenty) – asystent reżysera
- 1976: Yerma, czyli Bezpłodna – reżyser

## Filmografia
- 1979: Elegia jako Niemka (reż. Paweł Komorowski)

## Odznaczenia i nagrody
Odznaczenia i nagrody:
- 1969: Zasłużony Działacz Kultury
- 1975: Złoty Krzyż Zasługi
- 1977: Złota Honorowa Odznaka Towarzystwa Przyjaciół Szczecina
- 1985: Medal 40-lecia Polski Ludowej
- 2010: Złota Odznaka Honorowa Gryfa Zachodniopomorskiego[11]
- 2010: nominacja do Bursztynowego Pierścienia[12]
- 2015: Srebrny Medal „Zasłużony Kulturze Gloria Artis”